# DN31
DN31 este un drum național din România, cu lungimea de 60 km, aflat în județul Călărași și care leagă orașele Călărași și Oltenița.